# 278 (číslo)
Dvě stě sedmdesát osm je přirozené číslo, které následuje po čísle dvě stě sedmdesát sedm a předchází číslu dvě stě sedmdesát devět. Římskými číslicemi se zapisuje CCLXXVIII a řeckými číslicemi σοη.

## Matematika
278 je:
- Poloprvočíslo
- Nešťastné číslo
- Nepříznivé číslo

## Astronomie
- (278) Paulina je planetka hlavního pásu, kterou objevil v roce 1888 Johann Palisa

## Doprava
- Silnice II/278 je česká silnice II. třídy vedoucí na trase II/270 – Stráž pod Ralskem – Osečná – Český Dub – Hodkovice nad Mohelkou[1]

## Roky
- 278
- 278 př. n. l.